# دوري السنغال الممتاز 2009
دوري السنغال الممتاز 2009 هو الموسم 44 من دوري السنغال الممتاز. كان عدد الأندية المشاركة فيه 18، وفاز فيه ASC Linguère ‏.